# Mastigolejeunea auriculata
Mastigolejeunea auriculata là một loài Rêu trong họ Lejeuneaceae. Loài này được (Wilson & Hook.) Schiffner mô tả khoa học đầu tiên năm 1893.